# Walter Sudhaus
Walter Sudhaus (* 25. April 1943 in Kiel) ist ein deutscher Zoologe, Evolutionsbiologe und Nematodenspezialist. Als Schüler des  Evolutionsbiologen, Parasitologen und Nematologen Günther Osche verfolgt Sudhaus ökologische und systematische Schwerpunkte in seiner Nematoden-Forschung. Hierbei gilt ein besonderer Schwerpunkt der phylogenetischen Systematik, die ab 1950 durch den Biologen und Systematiker Willi Hennig entwickelt wurde.

## Leben
Walter Sudhaus wurde als drittes von sieben Kindern des Schiffbauers Wilhelm Sudhaus und seiner Frau Charlotte, geb. Prahl, geboren. 1962 beendete er seine Schulzeit im sprachlich-naturwissenschaftlichen Gymnasium in Kiel-Wellingdorf. Von 1962 bis 1969 absolvierte er ein Studium der Naturwissenschaften (Biologie, Chemie, Mathematik) zunächst in Kiel und ab dem Wintersemester 1965/66 in Freiburg. Schwerpunkte waren Zoologie und Geobotanik. Während des Studiums in Kiel hörte er Vorlesungen von Zoologen wie Adolf Remane. In Freiburg waren seine akademischen Lehrer Günther Osche, Bernhard Hassenstein und Hans Mohr. Sein Staatsexamen schloss Sudhaus mit einer Arbeit zur Morphologie und Histologie der Onychophora ab. In der Folge war Sudhaus wiederholt wissenschaftlicher Angestellter am Zoologischen Institut Freiburg und erhielt ein Graduiertenstipendium.
Seine Dissertation mit dem Titel „Vergleichende Untersuchungen zur Phylogenie, Systematik, Ökologie, Biologie und Ethologie der Rhabditidae (Nematoda)“ unter der Betreuung von Osche wurde im November 1974 mit summa cum laude bewertet und 1976 mit dem Gödecke-Forschungspreis ausgezeichnet. Teile dieser Arbeit erschienen zudem 2001 im Journal of Nematology 33: 1–70, und zwar in englischer Übersetzung.
Im Juli 1980 habilitierte sich Sudhaus an der Albert-Ludwigs-Universität Freiburg im Breisgau. Von 1981 bis 2008 war er als C2-Professor an der Freien Universität Berlin im Bereich "Evolutionsbiologie" tätig. Schwerpunkte seiner dortigen Arbeit lagen in den Disziplinen vergleichende Morphologie, Systematik und Evolutionsbiologie, wobei stets eine enge Berührung zur Ökologie bestand. Doch auch Wissenschaftsgeschichte und Erkenntnistheorie waren  Themen seines wissenschaftlichen Wirkens. Sudhaus ist auch als Emeritus noch immer in all diesen Bereichen aktiv.
Während seiner Zeit als C2-Professor betreute er 19 Promotionen, 45 Diplomarbeiten, 19 Staatsexamensarbeiten und eine Bachelorarbeit.
Sudhaus hält Vorträge auf  wissenschaftlichen Tagungen. Er ist außerdem tätig als Gutachter für internationale Wissenschafts-Journals sowie gelegentlich für die DFG. Er war Mitglied im  DFG-Schwerpunkt "Evolution entwicklungsbiologischer Prozesse" und im Graduiertenkolleg "Evolutive Transformationen und Faunenschnitte".
Seine  Publikationstätigkeit umfasst systematische, ökologische und biogeographische Untersuchungen an saprobionten Nematoden. Vergleichende Studien über Sexualverhalten, Lebenszyklen, Überlebensstrategien und Assoziationen mit verschiedensten anderen Tieren waren stets Bestandteil seiner wissenschaftlichen Arbeit an diesen primär freilebenden Fadenwürmern. Experimentelle Untersuchungen zur Frage nach isolierenden Faktoren von Zwillingsarten als Beitrag zum Verständnis von Artenbildung hat er an verschiedenen Tiergruppen durchgeführt.

## Publikationen (Auswahl)
- V. S. Scholze & Walter Sudhaus: A pictoral key to current genus groups of "Rhabditidae". Journal of Nematode Morphology and Systematics 01/2011; 14, 2011
- Walter Sudhaus, Karin Kiontke, Robin M. Giblin-Davis: Description of Caenorhabditis angaria n. sp. (Nematoda: Rhabditidae), an associate of sugarcane and palm weevils (Coleoptera: Curculionidae). Nematology, 12/2010; 13, 1, S. 61–78, 2010 doi:10.1163/138855410X500334
- Walter Sudhaus: Der Kryptospezies-Begriff zur Kennzeichnung genetisch isolierter Populationen einer Morpho- und Ökospezies am Beispiel von Rhabditis spiculigera (Nematoda). Journal of Zoological Systematics and Evolutionary Research. 08/2009; 16(2) S. 102–107, 2009 doi:10.1111/j.1439-0469.1978.tb00922.x
- Walter Sudhaus & Karin Kiontke: Comparison of the cryptic nematode species Caenorhabditis brenneri sp. n. and C. remanei (Nematoda: Rhabditidae) with the stem species pattern of the Caenorhabditis elegans group. Zootaxa. 01/2007; 1456:45-62.